# Boston Strangler
Boston Strangler är en amerikansk kriminaldramafilm från 2023 med svensk premiär den 17 mars 2023 på strömningstjänsten Disney+. Filmen är regisserad av Matt Ruskin som också skrivit manus. Filmen är baserad på verkliga händelser, och handlar om den så kallade Bostonstryparen som mördade 13 kvinnor i Boston under 1960-talet.

## Handling
Filmen kretsar kring journalisten Loretta McLaughlin som var den som först skrev om Bostonstryparen. Tillsammans med sin kollega Jean Cole utsatte de sig själva för livsfara i jakten på sanningen.

## Rollista (i urval)
- Keira Knightley – Loretta McLaughlin
- Carrie Coon – Jean Cole
- Alessandro Nivola – polisintendent Conley
- Chris Cooper – Jack Maclaine
- Robert John Burke – Eddie Holland
- Bill Camp — kommissarie McNamara